# Relief glaciar

## Relieful glaciar – montan și de calotă
Ghețarii, ca factor modelator al suprafeței terestre, își imprimă și astăzi, ca și în trecutul geologic, amprenta în trăsăturile și formele reliefului din regiunile reci ale Globului.
Ghețarii situați în zonele marilor latitudini, ajungând până la nivelul bazinelor oceanice și marine, constituie în ansamblul lor ghețarii de calotă sau continentali. Masele de gheață cantonate pe vârfurile munților înalți formează ghețarii montani. Cele două calote de gheață polare, ale Groenlandei și Antarticii, însumează 97% din volumul gheții de pe Glob. Rezultă că numai 3% din această masă revine ghețarilor montani.

## Relieful glaciațiunii montane

### Specificul și dinamica ghețarilor montani
Ghețarii montani apar în general pe suprafețe restrânse, ajungând până în regiunile ecuatoriale, unde stau instalați pe cele mai semețe vârfuri; sunt izolați în părțile superioare ale diferitelor masive muntoase și ocupă cuvetele suspendate, obârșiile unor bazine hidrografice ori platouri înalte și vălurite. Acolo unde temperatura medie anuală este sub 0 ºC, există posibilitatea formării ghețarilor; aceasta este limita zăpezilor persistente. 
Limita zăpezilor persistente prezintă variații de la ecuator spre poli. În regiunile ecuatoriale această limita se află la cca 5.000 m, iar în zonele temperate ea coboară la 3.000 m. Dar limita atinge valorile altimetrice cele mai înalte nu în zona ecuatorială, ci în regiunile subtropicale, deoarece aici predomina mișcările descendente ale aerului, care se află departe de starea de saturație cu vapori de apă. La oscilarea limitei contribuie și alți factori, ca de exemplu gradul de izolare către interiorul continentului. Astfel în partea de est a Tibetului și în Anzii Americii de Sud limita zăpezilor persistente se ridica la 6.300-6.500 m. 
Cât privește expunerea versanților în raport cu curenții de aer umed, acest fapt apare bine ilustrat în Himalaya. Versantul lor sudic, condensând umiditatea musonului oceanic de vară, prezintă limita zăpezii persistente la înălțimea de cca 4.900 m, în timp ce pe versantul nordic, orientat către zona pustiurilor interioare ale Asiei, limita se află la aprox. 5.600 m. Mișcarea și extinderea ghețarilor montani se află în strânsă dependență cu raporturile care se stabilesc, datorită condițiilor climatice, între procesul de acumulare și deci de creștere a masei de gheață și cel de topire sau ablație, care determină echilibrul glaciar. 
În funcție de modul în care se realizează sau nu acest echilibru, un ghețar crește sau descrește în dimensiuni, înaintează sau se retrage. Din acest punct de vedere un ghețar se poate diviza în două mari sectoare, unul de acumulare, situat în partea dinspre amonte și altul de ablație, care se află spre aval. Limita inferioară a sectorului de acumulare coincide cu limita zăpezilor persistente, fiind oarecum stabilă, în timp ce limita superioară a sectorului de ablație poate oscila mai sus sau mai jos, în funcție de condițiile locale.
Există trei cauze principale care condiționează topirea ghețarilor montani: radiațiile solare directe, căldura cauzată prin convecția aerului și șiroirea pe masa de gheață. Orice ghețar montan, se află în condițiile unui schimb continuu de materie: reducerea lui datorită topirii, pe de o parte și înmagazinarea de noi cantități de precipitații solide, pe de altă parte. Sub acest aspect, la nivelul limitei zăpezilor persistente se tinde la un echilibru mobil între acumulare și topire.
Deasupra limitei zăpezilor persistente, volumul acumulării crește, datorită măririi cantității de precipitații solide și a temperaturilor coborâte; crescând volumul, ghețarul se deplasează pe pantă. În acest fel, o parte din masa gheții pătrunde sub limita zăpezilor persistente, având forma unei limbi. Aici topirea precumpănește față de acumulare. Capătul dinainte al limbii ghețarului se termină mai mult sau mai puțin abrupt, sub forma unei frunți.
Alături de acțiunea de transport și acumulare, comune și ghețarilor de calotă, eroziunea (exarație) reprezintă un proces deosebit de important pentru modelarea reliefului de către ghețarii din regiunile de munte. Intensitatea eroziunii crește o dată cu grosimea masei de gheață și cu micșorarea pantelor. Procesul de eroziune glaciară este intensificat de contribuția materialelor morenice (blocuri uriașe, bolovani, pietrișuri de diferite dimensiuni), care se află incorporate pe marginile și la fundul ghețarului. Prin intermediul acestora, ghețarul scrijelează pereții și patul văii. Această eroziune brută este dublată de un proces de șlefuire, determinat de gheață curată sau amestecată cu particule fine de rocă, având o granulometrie asemănătoare nisipului și care constituie „făina de ghețar”.
Ghețarul desfășoară o puternice eroziune laterala, cât și o eroziune în sens longitudinal. Roca versanților, afectată de îngheț, prezintă fisuri mari, care înlesnesc ghețarului să smulgă mai ușor blocuri de rocă; eroziunea laterală lărgește mult profilul transversal al văilor glaciare. 
Eroziunea în profil longitudinal, se deosebește de aceea a apelor curgătoare prin faptul că gheață acționează mai slab acolo unde panta este mai mare. Când panta este mai mică, sau când ghețarul întâlnește contrapante și praguri, forța lui de eroziune devine maximă. Masa de gheață, ajungând deasupra pragului se fisurează și se fragmentează în blocuri, care se vor suda între ele mai jos pe pantă și, apăsând puternic, intensifică eroziunea. În acest fel, pragurile din cadrul văilor glaciare sunt mai puțin supuse eroziunii. Acest mod de a eroda, al ghețarului, în excavațiile din fața contrapantelor se numește subsăpare și creează profile longitudinale în trepte, compuse din praguri și bazinete sau excavații de subsăpare.
Eroziunea glaciară are o intensitate diferențiata în funcție de sectoarele sau părțile componente ale ghețarului. Eroziunea cea mai puternică se manifestă în cadrul văilor, unde masele de gheață curg, presează, smulg și târăsc cantități mari de rocă. În perimetrul circurilor, eroziunea este mai redusă, ea exercitându-se nu atât prin deplasarea gheții, cât mai ales datorită imensei presiuni cauzata de grosimea foarte mare.

## Tipuri de ghețari montani
După aspectul exterior se deosebesc mai multe tipuri de ghețari montani:  
- ghețarul alpin sau de vale,
- ghețarul pirinean
- ghețarul de platou
- ghețarul himalaian
- ghețarul de tip Kilimandjaro
- ghețarul de tip norvegian
- ghețarul de tip alaskian

### Ghețarul alpin sau de vale
Ghețarul alpin sau de vale este bine reprezentat pe vârfurile înalte ale Alpilor. Se compune din: bazin de alimentare cu zăpada, circul cu gheață și o limba bine dezvoltată, care coboară mult sub limita zăpezilor. Zona de alimentare este acoperită de o zăpada mai densă, grăunțoasă, numită firn sau névé. Zona névé-ului este permanentă începând în medie de la altitudinea de 3.000 m în sus. Ea alunecă încet alimentând în permanență circul, ce cantonează o mare cantitate de gheață. Din circ, gheață este evacuată continuu prin limbă, care alunecă în cadrul unei văi până la linia de topire. Datorită dezvoltării mari a limbii, ghețarul se mai numește și ghețar de vale. Uneori limbile prezintă ramificații, ajungând să ia aspect de rețea. De asemenea ele se pot uni prin confluențe. O caracteristică în plus a acestui ghețar este prezența multor morene de fund. Unul din cei mai mari ghețari de vale este Fedcenko din Pamir, lung de 77 km; în Alpi, ghețarul Aletsch are 24 km. 

### Ghețarul pirinean
Ghețarul pirinean are ca specific prezența masei de gheață numai în interiorul circului. Este mic și lipsit de limbă. Restrângerea ghețarului este determinată de condițiile climatice, relativ secetoase, și de limita zăpezilor persistente mai ridicată; ablația împiedică formarea limbilor de gheață. Ghețarul fiind cantonat doar în cadrul circului a primit denumirea de ghețar suspendat sau de circ. Are multe morene de suprafață și interioare, dar nu prezintă morene de fund. Este tipul de ghețar specific munților Pirinei. Pentru munții din România, el a fost specific fazei glaciare Würm, când majoritatea ghețarilor și-au retras limbile, rămânând numai în circuri. 

### Ghețarul de platou
Ghețarul de platou se întâlnește foarte rar, având forma unei mici calote de gheață. Se instalează în zonele cu largi excavații ale platourilor foarte înalte, slab alimentate cu zăpezi.  Un astfel de ghețar se întâlnește în Alpii Dauphinezi, iar în pleistocen, se pare că a existat și pe suprafețele de nivelare înalte din Munții Retezat. 

### Ghețarul himalaian
Ghețarul himalaian nu are un circ propriu-zis; reprezintă un caz particular al ghețarului alpin, fiind însă mai complex și de proporții. Este caracteristic pentru Munții Himalaya, unde zona zăpezilor persistente este extrem de extinsă, de la 4.700 m la peste 8.000 m. Ghețarii își dezvoltă limbi foarte lungi, care depășesc de multe ori 50 km, având aspectul unor fluvii de gheață, cu frecvente confluențe.  Prin înșeuări și transfluență, gheața, foarte groasă, trece peste cumpene, unindu-se cu ghețarii vecini. Vara, în zona de intensă ablație se formează lacuri și torenți care timp de 1-2 luni sapă albii și terase în ghețar. În Himalaia se disting două mari zone de glaciație, una către est, în perimetrul Vf. Chomolugna (Everest), iar cealaltă către vest spre munții Kara-Korum. Dintre ghețari menționăm: Rakhiot, Bazhin, Sikkim, Siachen-lung de 72 km, Rongbuk.

### Ghețarul de tip Kilimandjaro
Ghețarul de tip Kilimandjaro, specific munților cu același nume, se află instalat în cratere vulcanice. Trece și peste marginile craterului, coborând sub formă de limbi dispuse radial pe pantele conului. Privit de la înălțime el se înfățișează ca o stea uriașă. Astfel sunt ghețarii Shira, Mawenzi și Kibo din Munții Kilimandjaro și Lewis, Diamond, Gregory, Darwin, Joseph, César în Kenia. 

### Ghețarul de tip norvegian
Ghețarul de tip norvegian este specific zonei de munți vechi ai Norvegiei, ridicați și faliați la începutul cuaternarului și care au rămas sub forma unei platforme înălțată, cu abrupți de mai multe sute de metri. În aceste regiuni se află instalați ghețarii cu aspect de platoșă, din care pornesc periferic limbi de gheață cu dimensiuni în general reduse. Aceste platoșe de gheață sunt denumite icefjeld, iar limbile icestrom. În zona limbilor de gheață apar și morene. 

### Ghețarul de tip alaskian
Ghețarul de tip alaskian este specific regiunilor muntoase înalte din Alaska, care depășesc uneori altitudinea de 5.000 m. Ghețarii alunecă pe văi și ajungând la poalele munților confluează, formând veritabile piemontări de gheață. Sunt numiți și ghețari de piemont. Pe suprafața gheții se depune un strat de praf rezultat din dezagregarea rocilor. Uneori apar chiar soluri, pe care se poate instala o vegetație arborescentă. Periodic, areale ale pădurilor sunt îngropate sub valuri de gheață provenite prin alunecare din sectoarele înalte. Părțile care ajung la ocean se desprind din cauza mareelor, formând ghețarii plutitori, denumiți aisberguri. Ei nu formează în părțile inferioare morene propriu-zise, ci acumulări aluvionare, dispuse în pânze groase, ce înlesnesc procesele de solidificare. În Alaska se întâlnesc ghețarii Malaspina, Bering și Alsek iar în Chile, San Rafael. 

## Relieful creat de ghețarii montani
Relieful generat de ghețarii montani, cuprinde forme de eroziune și de acumulare. Specific este faptul că aceste forme se dispun într-o anumita etajare. 

### Forme de eroziune

#### Circul glaciar
Circul glaciar este o depresiune, sub forma unei excavații circulare, încadrate de pereți abrupți, la obârșia văilor glaciare, care este sau a fost ocupată de un ghețar. În circulație au mai intrat și termeni românești de căldare sau zănoagă. Excavația este creată prin presiunea exercitată de masa de gheață, prin abradarea (erodarea) patului de rocă. 
	Se deosebesc circuri de ravenă, de versant sau perete, de obârșie, de vale. În funcție de modul lor de grupare sau asociere pot fi deosebite: circuri compuse sau complexe care rezultă din îngemănarea celor simple și circuri în trepte sau etajate. 
	Între peretele de rocă al circului și masa de gheață se află crăpături verticale numite rimaye care sunt formate datorită diferențelor termice dintre peretele stâncos – mai cald – și gheață. Circurile se dezvoltă cu precădere în vecinătatea limitei zăpezilor persistente; de asemenea un rol important în evoluția lor îl are orientarea sau expunerea versanților. În multe din fostele circuri glaciare, care au funcționat în pleistocen, se află azi cantonate lacuri glaciare denumite popular tăuri, zănoage sau „ochiuri”. Custurile (karling-uri în limba germană) sunt creste montane înguste, zimțate, situate la contactul dintre două circuri glaciare vecine; sunt formate prin eroziune glaciară și procese periglaciare. Pot prezenta părți mai joase numite șei de transfluență (prin care masa de gheață din interiorul unui circ cu poziție altimetrica mai mare, poate sa debușeze într-un circ vecin, situat mai jos) și parți mai înalte – ace, piramide, muchii înguste și zimțate (care rezulta din fragmentarea custurilor prin procese crionivale).  

#### Valea glaciară
Valea glaciară reprezintă făgașul prin care curge limba ghețarului. În linii generale, ea se aseamănă cu un uluc sau jgheab uriaș, al cărui profil transversal prezintă forma de „U”. Uneori văile glaciare pot avea și forma literei „V” (cazul unor văi glaciare din Munții Vosgi), sau profil complex, adică de „V” și de „U”. 
În afară de văile glaciare mari, există și cele afluente, care se termină brusc deasupra văii principale, colectoare. Ele au primit denumirea de vai suspendate sau troghuri. Un aspect deosebit îl prezintă văile glaciare îmbucate formate dintr-un uluc larg, în interiorul căruia a fost sculptată o vale mai recenta și mai strâmta. Profilul longitudinal al văii glaciare are mari denivelări, formând praguri pe rocile mai dure și cuvete sau bazinete largi pe rocile mai moi. Ele rezultă din procesul de subsăpare glaciară. Primul prag este cel care separă circul de valea glaciară. Adâncirea cuvetelor din spatele pragurilor, permite gheții să crească în grosime și să acționeze mai mult în contrapantă prin subsăpare. Cea mai mare cuveta se află în partea inferioară a văii, fiind denumită bazinet terminal. După retragerea limbii glaciare, aceste bazinete se umplu cu apă formând lacuri (lacurile Geneva și Constanța din Alpi). Cu timpul, lacurile se pot colmata, apărând câmpii reduse ca suprafață. La partea superioară, în dreptul pragurilor se dezvolta crăpături în masa ghețarului, denumite crevase. Rocile vălurite, cunoscute și sub denumirea de spinări de berbeci (roches moutonnées în franceză) apar sub forma unor ondulări pe pragurile glaciare. Ele se datoresc șlefuirilor și striațiunilor adânci trasate de ghețarul încărcat cu materiale morenice, dure, în timpul curgerii.

### Formele de acumulare
Ghețarii smulg, în timpul înaintării lor, cantități mari de materiale, din pereții și fundul circurilor și văilor glaciare, pe care le transportă în interiorul masei lor. Ei transportă, de asemenea, cantități mari de nisipuri și praf, aduse de vânt. În ansamblu, morenele reprezintă o aglomerare de blocuri eterogene, implantate într-o masă de materiale mai fine, argilo-nisipoase, care sunt transportate de ghețari și depuse acolo unde gheață se topește. 
În funcție de poziția lor în interiorul văii glaciare morenele sunt: 
- frontale (terminale) – materiale depuse sub forma unui arc de cerc în fruntea limbii de gheață;
- laterale – materiale depuse sub forma de diguri abrupte pe marginea văii glaciare;
- mediane – depuse în partea centrala a văii glaciare.

În funcție de poziția lor în masa de gheață morenele pot fi: 
- de suprafața (transportate de ghețar pe spinarea sa);
- de fund (iau naștere din materialele smulse de ghețar pe parcursul zonei de frecare cu fundul vaii);
- interne (rezulta din pătrunderea morenelor de suprafața în corpul ghețarului).

În spatele valului morenaic se observă un fel de movile denumite drumlin-uri, care se formează prin depunerea grămezilor de morene existente în interiorul masei de gheață la topirea totala a părții frontale.

### Formele de acumulare fluvio-glaciară
Apele rezultate din topirea ghețarului se încarcă cu material morenaic fin, pe care îl transportă la diferite distanțe și cu care clădește o serie de forme denumite fluvio-glaciare. Aceste depozite se dispun în largi amfiteatre sau mari conuri de dejecție, mult aplatizate, care se îngemănează formând câmpii fluvio-glaciare sau sandre. În ele apele curgătoare pot forma ulterior terase fluvio-glaciare.

## Relieful ghețarilor de calotă
Activitatea ghețarilor de calotă (continentali) prezintă multe elemente comune cu cea a ghețarilor montani. Glaciațiunea actuală de calotă ocupă suprafețe întinse în Antarctica, Groenlanda, Islanda, Spitzberg, în insulele Franz Iosef, Novaia Zemlia, Severnaia Zemlia.

### Tipurile actualilor ghețari de calotă
Dupa extindere, morfologie și dinamica, actualii ghețari de calotă pot fi grupați în patru tipuri: 
- anctartic,
- groenlandez,
- islandez
- Spitzberg.

Tipul antarctic, în Antarctica calota are aprox. 14 mil. km2. În jurul Antarcticii gheața de pe continent se prelungește mult și în apa oceanului, formând o platoșă relativ unitară, uneori înaltă de 90 m, numită banchiză; din ea se desprind blocuri imense de gheață numite aisberguri (iceberguri). În unele zone periferice apar tot mai multe stânci deasupra gheții (nunatak-uri), crevase și văi canion. Materialul detritic rezultat din dezagregarea rocilor ce compun nunatak-ul va fi preluat de către masa de gheață în mișcare și depus sub formă de morene glaciare. Gheața calotei antarctice este pleistocenă. Topirea ei ar ridica nivelul oceanului planetar actual cu circa 15 m. Prezența ei în zona Polului sud determină anumite particularități curenților marini și vânturilor, care influențează regimul climatic al Globului.
Tipul groenlandez este cantonat în Groenlanda, ocupand ¾ din suprafața insulei. Zonele litorale rămân descoperite, iar între ele și calotă se interpune o fâșie muntoasă. În afara calotei de gheață netedă (icefield) cu grosimi de 2.500-3.000 m, are limbi de gheață ce coboară spre ocean (icestrom) unde dau aisberguri; deasupra masei de gheață sunt vârfuri muntoase (nunatak-uri). În zonele periferice ale calotei glaciare se întâlnesc: crevase, fiorduri, morene, krioconite (praf de natură vulcanică), cursuri subglaciare care local devin supraglaciare.
Tipul islandez ocupă parțial insula islandeză și are caracter discontinuu datorită erupțiilor vulcanice și gheizerelor. Ghețarii sunt mărunți și împrăștiați pe întreaga suprafață a insulei. Erupțiile subglaciare duc la topirea masivă a gheții și la formarea unor bazine acvatice sub sau inglaciare. Când drenarea acestor ape de către râurile subglaciare sau inglaciare se face brusc, au loc inundații catastrofale.
Tipul Spitzberg este alcătuit din ghețari alpini pe văile din munți și ghețari de platou la exterior.

### Relieful de eroziune
Ghețarii de calotă exercită o triplă activitate: de eroziune (exarație), de transport și de depunere. Formele rezultate sunt vizibile mai ales dupa retragerea ghețarilor. Formele de eroziune sunt reprezentate prin: fjelduri, fiorduri, roci mutonate, nunatak-uri. 
Fjeld-urile sunt câmpii înalte sau podișuri, dezvoltate pe un substrat dur, care a fost netezit parțial de ghețari. Deasupra lor se ridica martori (monadnock-uri) sau stânci reziduale (nunatak-uri).
Fiordurile par ca niște golfuri lungi și ramificate, ce pătrund în interiorul uscatului pe zeci de km; au rezultat prin inundarea de către mare a unor văi glaciare adânci, după topirea calotei glaciare ce acoperea zona limitrofă.
Rocile mutonate (roches moutonnées) sunt stânci șlefuite, ovale sau circulare modelate de ghețarii prin morenele de fund, fixate în masa de gheață.

## Formele de acumulare glaciară
Formele de acumulare sunt mult mai extinse și mai variate decât cele de exarație. Ca poziție acestea se dezvoltă pe suprafața ocupată anterior de ghețari (morena de fund); în domeniul morenei frontale și la exteriorul morenei (proglaciare, fluvio-glaciare). Genetic, în relieful de acumulare glaciară se includ și formele create de râurile alimentate de ghețari. Relieful morenei de fund reprezintă o câmpie cu aspect vălurit, cu forme pozitive (drumlin-uri, öesar-uri, kames-uri) cât și zone depresionare (lacuri, bălti, mlaștini, turbării).
Drumlinurile se referă la formele cu aspect colinar, orientate pe direcția deplasării ghețarilor. Între ele există zone de înșeuări, lacuri sau sectoare mlăștinoase. Lungimea fiecărei coline oscilează între 400-1.000 m, lățimea între 150-200 m, iar înălțimea relativă între 10-40 m. În plan au aspect oval. De obicei drumlinurile se găsesc grupate, numărul lor fiind de ordinul sutelor și miilor. Dispunându-se unul în continuarea celuilalt și în același timp unul lângă altul, aceste forme conferă reliefului trăsături particulare, asemănătoare dunelor lineare.
Oesar-urile (eskers) se înfățișează ca o îngrămădire de pietre cu aspect de dig șerpuit; orientarea lor corespunde sensului deplasării ghețarilor. Se aseamănă cu niște rambleuri de cale ferată.
Kamesurile sunt tot forme fluvio-glaciare, pozitive cu aspect mamelonar sau de movile. Se dezvoltă în imediata apropiere a morenei frontale.
Câmpiile morenice sunt alcătuite din argile nisipoase și blocuri, au suprafața netedă sau ușor vălurită și presărată cu lacuri sau bălti. Relieful morenic deluros ocupă spatii izolate pe fondul câmpiilor morenice și are o distribuție haotica. Movilele sunt rotunde sau ovale. Aceste forme au rezultat din depunerea pe suprafața reliefului subglaciar, a morenelor cantonate în crăpăturile ghețarilor de calotă. Văile și lacurile sunt nenumărate. Văile sunt slab evoluate, prezintă profil transversal în forma de „V”, praguri și cascade. Lacurile care ocupă alături de bălti și mlaștini o mare suprafața (în Finlanda 9% din suprafața țării) se prezintă fie sub forma de salbe legate de râuri scurte, fie izolate. 
Relieful morenei frontale. Salpausselka și pradolinele. 
Ghețarii de calotă au transportat importante cantități de morene în zonele lor periferice, sau frontale. În morfologia actuală a Finlandei se păstrează bine asemenea lanțuri de morene frontale, denumite salpausselka. Lățimea acestor culmi deluroase este de câțiva km, înălțimea relativă de peste 60-80 m, iar lungimea de ordinul câtorva sute de km. Versantul dinspre ghețar este mai abrupt, în timp ce versantul dinspre aval este mai prelung, mai lin. Între ele se dezvoltă culoare depresionare ce poartă denumirea poloneză de pradoliny (pradoline). Lățimea lor este de câțiva km, iar lungimea de ordinul sutelor și miilor de km. Elba, Oderul și alte râuri din nordul Germaniei și Poloniei curg local pe vechi pradoline. Blocurile eratice reprezintă bucăți mari de rocă, răspândite în cadrul morenei frontale. Ele se pot depune și pe fundul oceanului fiind aduse de banchize și aisberguri. 
Formele fluvio-glaciare (proglaciare)
Câmpiile de sandre sunt zone acumulative construite de către torenții glaciari la periferia morenei frontale. Pe suprafața câmpiei, care atinge ordinul sutelor și miilor de hectare, ulterior râurile își sapă terase, coborând nivelul pânzei freatice. Astfel particulele fine, uscate, pot fi antrenate pe diferite căi (îndeosebi eoliană) generând câmpiile de loess. Zoliile sunt forme depresionare în cadrul câmpiilor de sandre. Cursurile fluvio-glaciare au antrenat cu ele și blocuri de gheață, pe care le depun după o anumita distanță, acoperindu-le ulterior cu aluviuni. Este acea „gheață moartă” sau „fosilă” care prin topire creează zoliile.